# Litouwse Communistische Partij

Embleem

De Litouwse Communistische Partij (Litouws: Lietuvos komunistų partija) was een Litouwse politieke partij.

## Geschiedenis
De Litouwse Communistische Partij (LKP) ontstond in 1918 uit de bolsjewistische vleugel van de Litouwse Sociaaldemocratische Partij (Litouws: Lietuvos Socialdemokratų Partija). In december 1918 viel een groot deel van Litouwen in handen van het Rode Leger. Vincas Mickevičius-Kapsukas werd aangesteld als eerste secretaris van de LKP en voorzitter van de Revolutionaire Regering van de onder Russisch toezicht opgerichte Litouwse Radenrepubliek. In het voorjaar van 1919 fuseerden de Litouwse en Wit-Russische Radenrepubliek tot de Litouwse-Wit-Russische Socialistische Sovjetrepubliek (LWSSR, oftewel "Litbel"). Deze beslissing ging van Vladimir Lenin uit die vond dat de Litouwse SSR als zelfstandige socialistische sovjetrepubliek niet kon overleven, gezien de beperkte aanhang en macht van de LKP. De LKP fuseerde met de Wit-Russische Communistische Partij tot de Litouwse-Wit-Russische Communistische Partij (LBKP) met Vincas Mickevičius-Kapsukas als voorzitter van het Centraal Comité van de LBKP. Op 25 augustus 1919 werden de Litouwse en Wit-Russische gebieden die de LWSSR vormden door het Witte Leger (contrarevolutionaire troepen) veroverd en op 1 september 1919 werd de LWSSR opgeheven. Lenin erkende de Litouwse onafhankelijkheid onder leiding van de burgerlijke president Antanas Smetona in de nazomer van 1919 de facto en op 12 juli 1920 de jure. De LKP herleefde daarop als clandestiene partij.
Tijdens het interbellum was de LKP illegaal en opereerde de partij ondergronds. Als gevolg van het Molotov-Ribbentroppact (23 augustus 1939) tussen de Sovjet-Unie en nazi-Duitsland vielen de Baltische staten binnen de Sovjet-Russische invloedssfeer en drong Stalin Litouwen een vriendschapsverdrag op dat vooral gunstig was voor de Sovjet-Unie (10 oktober 1939). Volgens het verdrag moesten er 20.000 Russische militairen in Litouwen worden gestationeerd en moest de LKP gelegaliseerd worden. Omdat Litouwen een vriendschapsverdrag sloot met de Sovjet-Unie verkreeg het land ook de stad Vilnius, welke stad sinds 1921 door Polen bezet werd gehouden.
Op 14 juni 1940 beschuldigde de Sovjet-Unie Litouwen ervan zich in het geheim te hebben aangesloten bij een Baltisch pact. Stalin stelde Litouwen een ultimatum waarin de Sovjet-Unie dwong nog meer Russische troepen in Litouwen toe te staan. Dit kwam neer op een bezetting van Litouwen door de Sovjet-Unie, maar de Litouwse regering stemde in met het ultimatum en op 15 juni 1940 werd Litouwen door het Rode Leger bezet. Justas Paleckis, een communistische sympathisant, werd president en premier en na oneerlijke verkiezingen (14-15 juli 1940) "vroeg" het gekozen Volksparlement voor opname van de nieuw uitgeroepen Litouwse sovjetrepubliek (21 juli 1940) in de Sovjet-Unie. Op 3 augustus 1940 werd de Litouwse sovjetrepubliek formeel een sovjetrepubliek.

### De LKP als enige legale partij
De LKP werd de enige legale partij in de Litouwse sovjetrepubliek. De partij werd ook onderdeel van de Al-Unie Communistische Partij (sinds 1952 Communistische Partij van de Sovjet-Unie genaamd). Gedurende 34 jaar (1940-1974; in de periode 1941-1945 vanwege de Tweede Wereldoorlog in ballingschap in Moskou) werd de Litouwse sovjetrepubliek bestuurd door Antanas Sniečkus (1903-1974). Sniečkus was eerste secretaris van het Centraal Comité van de LKP en daarmee de machtigste man in de Litouwse sovjetrepubliek. Hij regeerde met harde hand en was een loyaal volgeling van Stalin. Na het overlijden van Stalin in 1953 ging hij echter een meer nationale koers varen en negeerde af en toe zelfs bevelen uit Moskou. Hij maakte zich echter nooit "schuldig" aan nationaal-communisme. Na de dood van Sniečkus in 1974 werd Petras Griškevičius eerste secretaris van het Centraal Comité van de LKP. Griškevičius was ook in de jaren 80 nog eerste secretaris maar hij voelde zich zichtbaar ongemakkelijk door de hervormingen onder Michail Gorbatsjov (Glasnost en perestrojka). Griškevičius sprak over perestrojka en glasnost maar deed er in praktijk weinig mee. Ringaudas Songailla, die slechts één jaar, van 1987 tot 1988 eerste secretaris van de LKP was, zette het proces van perestrojka en glasnost in Litouwen in werking. Na hem kwam de eveneens hervormingsgezinde Algirdas Brazauskas als eerste secretaris van het Centraal Comité van de LKP aan de macht. Brazauskas stelde zich kritisch op ten opzichte van Moskou en hij en zijn aanhangers steunden de eis voor onafhankelijkheid voor Litouwen sinds 1989.
Op 7 december 1989 werd de leidende rol van de LKP uit de grondwet van de Litouwse sovjetrepubliek geschrapt. Tijdens het Twintigste Partijcongres van de LKP op 19 en 20 december 1989 scheidde de LKP zich onder de naam Onafhankelijke Litouwse Communistische Partij onder leiding van Brazauskas zich van de Communistische Partij van de Sovjet-Unie (CPSU) af. Een conservatieve groepering onder leiding van Mykolas Burokevičius, Vladislovas Švedas en Juozas Jermalavičius ging verder onder de naam LKP en bleef deel uitmaken van de CPSU.

## Einde van de macht van de LKP
Op 24 februari 1990 werden er parlementsverkiezingen gehouden op basis van het meerpartijenstelsel die werden gewonnen door de Onafhankelijke LKP. De conservatieve LKP onder Burokevičius werd de grote verliezer. Algirdas Brazauskas werd tot voorzitter van de Opperste Sovjet (dat wil zeggen staatshoofd)van de Letse sovjetrepubliek gekozen. In maart 1990 werd een niet-communist, Vytautas Landsbergis tot president van Litouwen gekozen. verklaarde de Letse sovjetrepubliek zich onder de naam Republiek Letland onafhankelijk (maar niet als zodanig erkend door de Sovjet-Unie die in januari 1991 tevergeefs trachtte een einde te maken aan de Litouwse onafhankelijkheid). In december 1991 trad Brazauskas als eerste secretaris van de Onafhankelijke LKP af. De Onafhankelijke LKP werd ontbonden en vervangen door een moderne sociaaldemocratische partij, de Litouwse Democratische Arbeiderspartij, later Sociaaldemocratische Partij van Litouwen (Lietuvos socialdemokratų partija) genaamd, die nadrukkelijk afstand deed van haar verleden. Brazauskas werd haar eerste voorzitter.